# Hôtel de la Caisse d'épargne de Beaugency
L’hôtel de la Caisse d’épargne est un bâtiment du début du XXe siècle situé à Beaugency, dans le département français du Loiret en région Centre-Val de Loire. Il est recensé à l’Inventaire général du patrimoine culturel.

## Situation et accès
L’édifice est situé au no 2 de la place du Docteur-Charles-Hyvernaud, à l’ouest du centre-ville de Beaugency, et plus largement au sud-ouest du département du Loiret.

## Histoire
Les plans de l’architecte orléanais Levasseur sont datés du 27 avril 1901. L’édifice est ainsi érigé entre 1901 et 1903 selon ces plans.

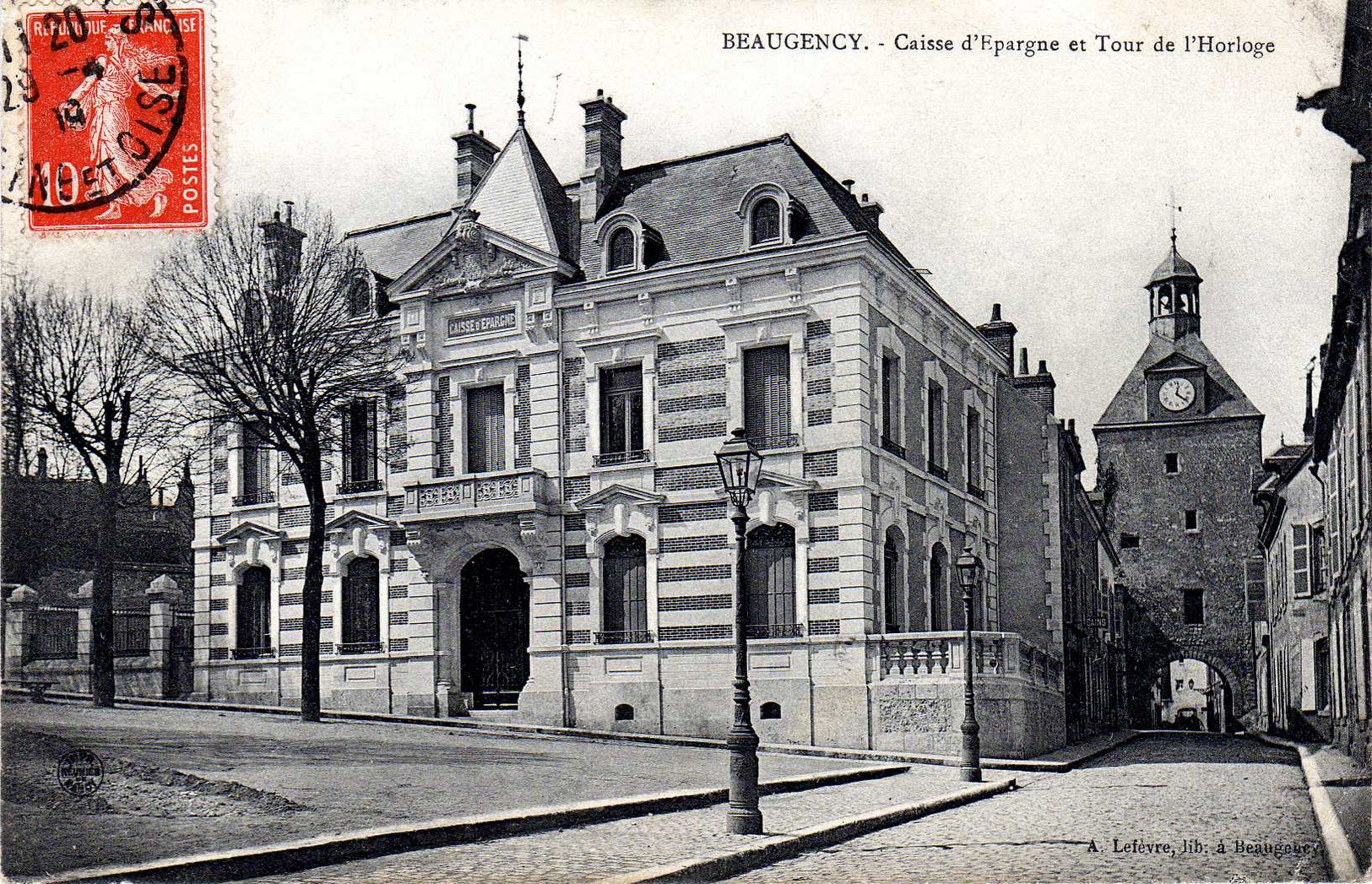
Carte postale représentant le bâtiment au début du XXe siècle.
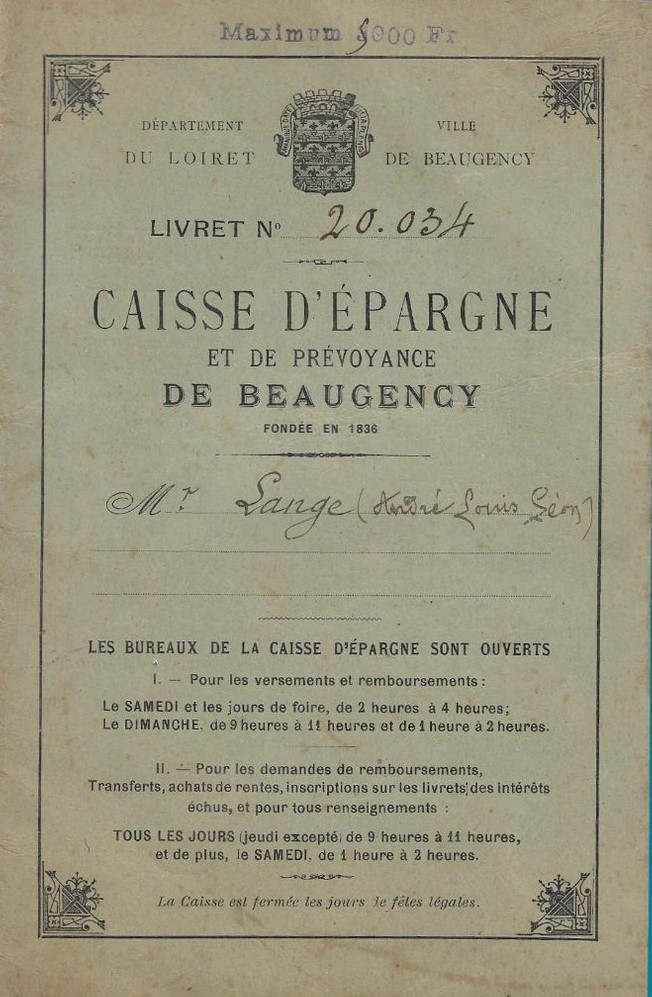
Exemple de livret à la fin des années 1910.

## Structure
Le gros œuvre est composé de brique et de pierre, la couverture d’ardoise.

## Statut patrimonial et juridique
Le bâtiment fait l’objet d’un recensement dans l’Inventaire général du patrimoine culturel, en tant que propriété privée. L’enquête ou le dernier récolement est effectué en 1998.